# Smicroplectrus acauliscoon
Smicroplectrus acauliscoon är en stekelart som beskrevs av Dmitriy R. Kasparyan 1976. Smicroplectrus acauliscoon ingår i släktet Smicroplectrus och familjen brokparasitsteklar. Inga underarter finns listade i Catalogue of Life.